# Polistes erythrocephalus
Polistes erythrocephalus är en getingart som beskrevs av Pierre André Latreille 1813. Polistes erythrocephalus ingår i släktet pappersgetingar, och familjen getingar. Inga underarter finns listade i Catalogue of Life.